# Fernando Larrañaga
Fernando Larrañaga Travesí (Lima, Perú, 8 de marzo de 1942) es un destacado actor peruano de cine, televisión y doblaje, productor y director de teatro y cine, y fundador de una compañía de teatro, con más de 40 años de vida artística.

## Biografía
Es hijo de la actriz peruana Gloria Travesí. 
Se crio durante su infancia y juventud en Perú, donde inicia sus primeros proyectos como actor. Luego viaja a México, donde empieza a salir en varias obras de teatro, películas y también llega a la pantalla chica. 
Se casó con Gladys Carbajal y fruto de ese matrimonio tuvieron cuatro hijos, Patricia y Ximena que nacieron en Perú, y Gustavo y Adriana, que son mexicanos. Tiene siete nietos que son quinta generación de artistas en la familia, Andrés, Camila, Patricia, Ximena, Rafael, Diego y Pamela. Actualmente radica en Acapulco.

## Telenovelas
- 2019 Cuna de lobos
- 2017 El Bienamado como Luis
- 2016 La candidata como Pablo
- 2015 Antes muerta que Lichita como Agente de la API #3
- 2014 Yo no creo en los hombres como Doctor Medina
- 2013 La tempestad como Doctor San Miguel
- 2008 Sin senos no hay paraíso
- 2004 La mujer en el espejo
- 1984 Eclipse
- 1983 La Fiera como Don Herrera
- 1982 Vanessa
- 1981 Los Pardaillan
- 1981 Nosotras las mujeres como Manuel
- 1980 Colorina como Dr. Manuel Ulloa
- 1978 Rosario de amor como Alex
- 1978 Acompáñame como Esteban
- 1977 Yo no pedí vivir como Mauricio
- 1973 El honorable señor Valdez como Jesús Valdez
- 1972 Hermanos Coraje como Lalo Coraje
- 1971 La inconquistable Viviana Hortiguera
- 1971 Rosas para Verónica
- 1970 Secuestro en el cielo
- 1969 El pecado de Sofía
- 1969 Los olvidados
- 1969 Condenada a muerte
- 1969 Los hipócritas
- 1969 Simplemente María
- 1969 La codicia de los cuervos
- 1969 Boda Diabólica
- 1967 La condenada
- 1967 La molinera
- 1966 El pecado de los Bromfield
- 1966 Pérfidia
- 1964 Los diez pecados del hombre
- 1960 Historia de Tres Hermanas

## Filmografía
- 1987 El reportero
- 1980 Chicoasén
- 1980 Albur de amor
- 1979 El futbolista fenómeno
- 1978 La comadrita
- 1976 Supervivientes de los Andes
- 1975 Sangre derramada
- 1974 La recogida
- 1974 Boda diabólica
- 1968 Terror in the Jungle
- 1967 A la sombra del sol
- 1967 Mi secretaria está loca, loca, loca
- 1966 Seguiré tus pasos

## Teatro
- 1981 Culpables

## Premios y reconocimientos
- 1981 Mejor actor de teatro
- 1978 Mejor actor de telenovelas